# 矢野伊助
矢野 伊助（やの いすけ、生没年不詳）は、江戸時代中期の人物。赤穂藩浅野氏の足軽。足軽頭原元辰の配下に所属し、浅野家からは5石2人扶持を支給されていた。
元禄14年（1701年）3月14日、主君の浅野長矩が江戸城松之大廊下で吉良義央に刃傷に及び、赤穂藩浅野家は取り潰されてしまった。
赤穂藩家老大石良雄は赤穂藩士たちに神文血判を求めたが、矢野は士分ではなく足軽身分であるため、大石に血判を出すことができなかった。しかし矢野は足軽ながら主君の無念を晴らすことを望み、のちに特別に同志として認めてもらった。
赤穂城が開城された後も矢野は赤穂に滞在した。元禄15年（1702年）9月19日に大石良金に供して江戸へ下向している（他に大石信清・間瀬正明・茅野常成・小野寺秀富なども同行）。一行は10月4日に江戸へ到着。さらにその後大石良雄も東下りし、10月26日には相模国川崎の平間村軽部五兵衛宅の離れを借りたが、内蔵助は11月5日には江戸へと入った。
そのあと留守となった平間村の滞在所は、大石家家臣の瀬尾孫左衛門とともに矢野が任されることとなった。しかし吉良邸討ち入り直前の12月12日になって瀬尾とともにどこかへ逃亡している。以降の矢野の消息は不明である。
| スタブアイコン | サブスタブ | この項目は、まだ閲覧者の調べものの参照としては役立たない、人物に関連した書きかけの項目です。この項目を加筆・訂正などしてくださる協力者を求めています（P:人物伝/PJ:人物伝）。 |